# Lijst van coaches van het Salomonseilands voetbalelftal (mannen)
Dit is een lijst van bondscoaches van het Salomonseilands voetbalelftal mannen.

## Bondscoaches
| Naam               | Land van herkomst | Begin periode   | Einde periode    | Prijzen    | Opmerkingen/Wijze van vertrek                    |
| ------------------ | ----------------- | --------------- | ---------------- | ---------- | ------------------------------------------------ |
| Luit Fa'arodo      | Salomonseilanden  | 1 januari 1992  | 31 december 1992 |            |                                                  |
| Edward Ngara       | Salomonseilanden  | 1 juli 1995     | 30 juni 1996     |            |                                                  |
| Wilson Maelaua     | Salomonseilanden  | 1 juli 1996     | 31 december 1996 |            |                                                  |
| Edward Ngara       | Salomonseilanden  | 1 januari 1997  | 30 juni 1999     |            |                                                  |
| George Cowie       | Schotland         | 1 juli 1999     | 31 december 2003 |            |                                                  |
| Alan Gillett       | Engeland          | 1 januari 2004  | 30 juni 2005     |            |                                                  |
| Ayrton Andrioli    | Brazilië          | 2 november 2005 | 28 februari 2010 | Wantok Cup |                                                  |
| Jacob Moli         | Salomonseilanden  | 1 maart 2010    | 16 oktober 2015  | Wantok Cup | Moses Toata vervangt hem                         |
| Moses Toata        | Salomonseilanden  | 16 oktober 2015 | 30 november 2016 |            |                                                  |
| Felipe Vega-Arango | Spanje            | 1 maart 2017    | 30 juni 2018     |            |                                                  |
| Moses Toata        | Salomonseilanden  | 1 juli 2018     | 6 april 2019     |            | Andere functie, Wim Rijsbergen vervangt hem      |
| Wim Rijsbergen     | Nederland         | 6 april 2019    | 30 juni 2019     |            | Ontslag genomen, Felipe Vega-Arango vervangt hem |
| Felipe Vega-Arango | Spanje            | 1 juli 2021     |                  |            |                                                  |

SIFF · 
Salomonseilands vrouwenelftal
Interlands
Tegenstander:
Amerikaans-Samoa ·
Australië ·
Cookeilanden ·
Fiji ·
Guam ·
Hongkong ·
Macau ·
Maleisië ·
Nieuw-Caledonië ·
Nieuw-Zeeland ·
Papoea-Nieuw-Guinea ·
Samoa ·
Singapore ·
Taiwan ·
Tahiti ·
Tonga ·
Vanuatu